# Elephant Point
Der Elephant Point (spanisch Morro Cuadrado Negro oder Cerro Negro Cuadrado) ist eine hauptsächlich eisfreie Landspitze, die durch eine schwarze, quaderförmige Felsformation dominiert wird. Er stellt den südlichsten Punkt des Westteils der Livingston-Insel im Archipel der Südlichen Shetlandinseln dar. Die Landspitze markiert die südwestliche Begrenzung der Einfahrt zur Kavarna Cove.
Die Benennung geht auf den britischen Robbenjäger Robert Fildes (1793–1827) zurück, der in den Jahren von 1820 bis 1822 in den Gewässern um die Südlichen Shetlandinseln tätig war. Lange Zeit verortete man Fildes’ Landspitze irrtümlich auf die heute als Miers Bluff bekannte Felsenklippe. Namensgebend waren die hier zahlreich anzutreffenden See-Elefanten.